# Rogelio Salmona
Rogelio Salmona Mordols (París, 28 de abril de 1927-Bogotá, 3 de octubre de 2007) fue un destacado arquitecto colombo-francés.

## Vida
Rogelio Salmona nació de la unión de su padre judeoespañol originario de Tesalónica (Grecia) y su madre francesa (también originaria de Tesalónica). A finales de 1931 su familia viajó a Bogotá (Colombia), donde se estableció definitivamente. Salmona terminó su bachillerato en el Liceo Francés de Bogotá e inició sus estudios en la Universidad Nacional de Colombia, en donde estudió tres semestres de arquitectura. Sin embargo, debido a los disturbios del 9 de abril de 1948, regresó a Francia, donde trabajó en el Atelier 35 rue de Sèvres de Le Corbusier, durante unos años. 
En 1953 viaja a España y al norte de África, interesándose por la historia de la arquitectura, como su maestro Pierre Francastel. En 1958 regresó a Colombia. La mayor parte de su obra se encuentra en Bogotá. Durante su vida, colaboró con otros arquitectos colombianos como Hernán Vieco y Guillermo Bermúdez.
Entre los colaboradores de Le Corbusier fue uno de los que más se destacó en la arquitectura moderna y contemporánea latinoamericana. En 2003 ganó el prestigioso Premio Alvar Aalto, otorgado por la Asociación Finlandesa de Arquitectos (SAFA).

## Obra
Su obra se caracteriza por estar fuertemente ligada a las raíces latinoamericanas y a su contexto urbano, destacándose  por un amplio uso del ladrillo y del hormigón visto, presentando elementos brutalistas. Sin embargo, aunque el material de sus construcciones es definido por el lugar en el que estas se ubiquen, también es amplio el uso del agua como elemento conector, mediante canales, espejos de agua, piscinas y estanques.

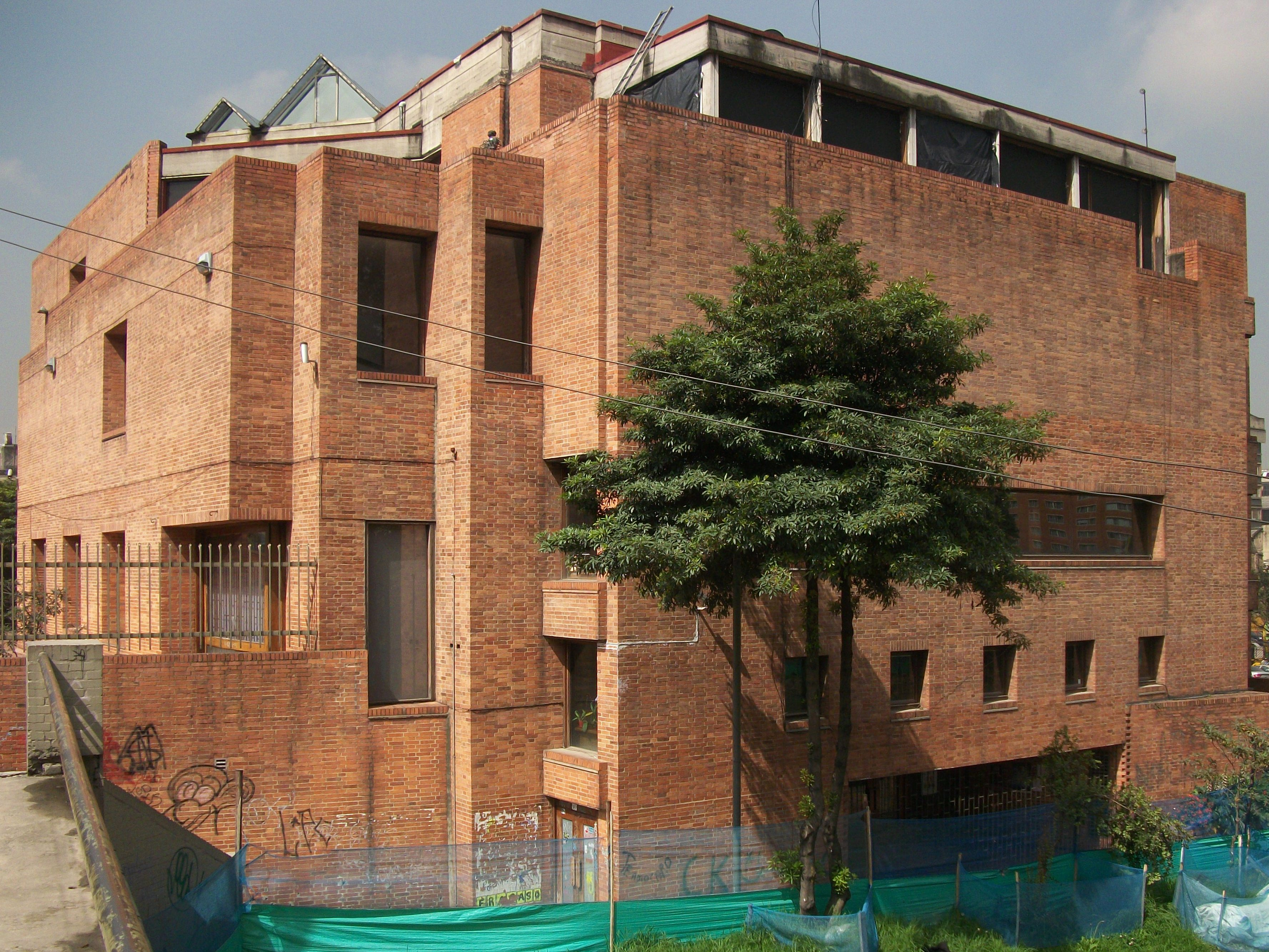
MAMBO
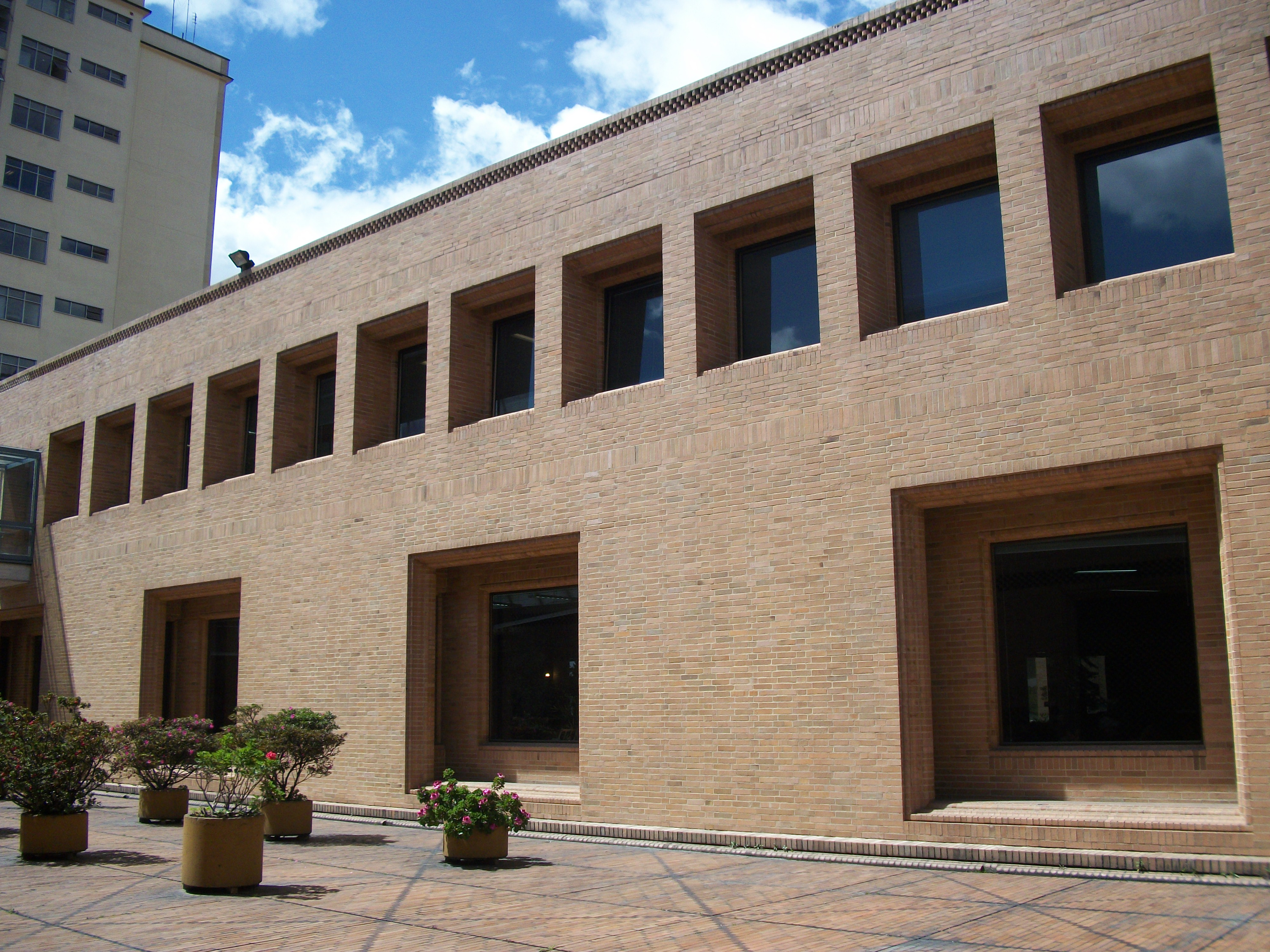
Archivo General de la Nación en Bogotá.
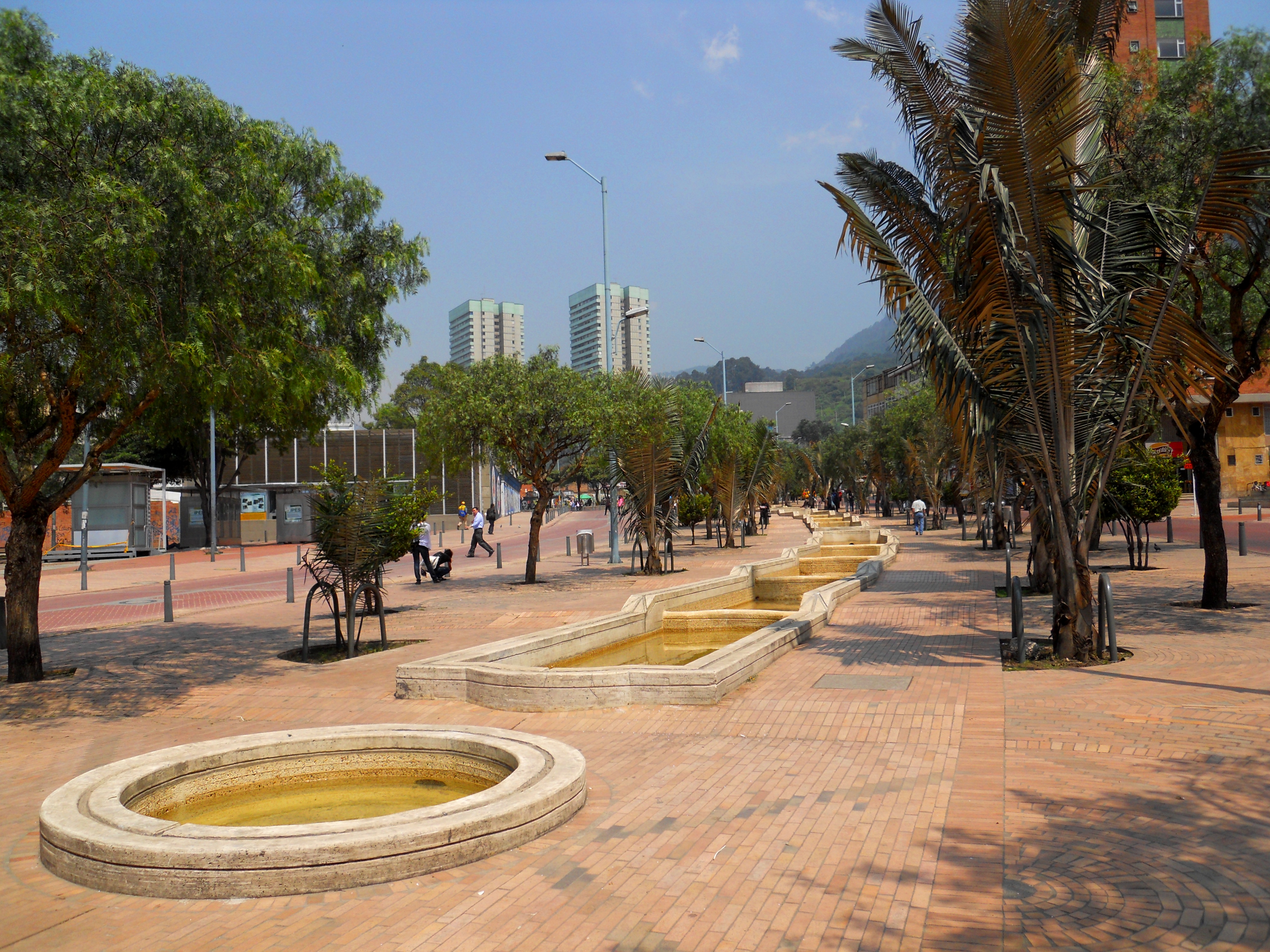
Eje ambiental avenida Jiménez (Bogotá)
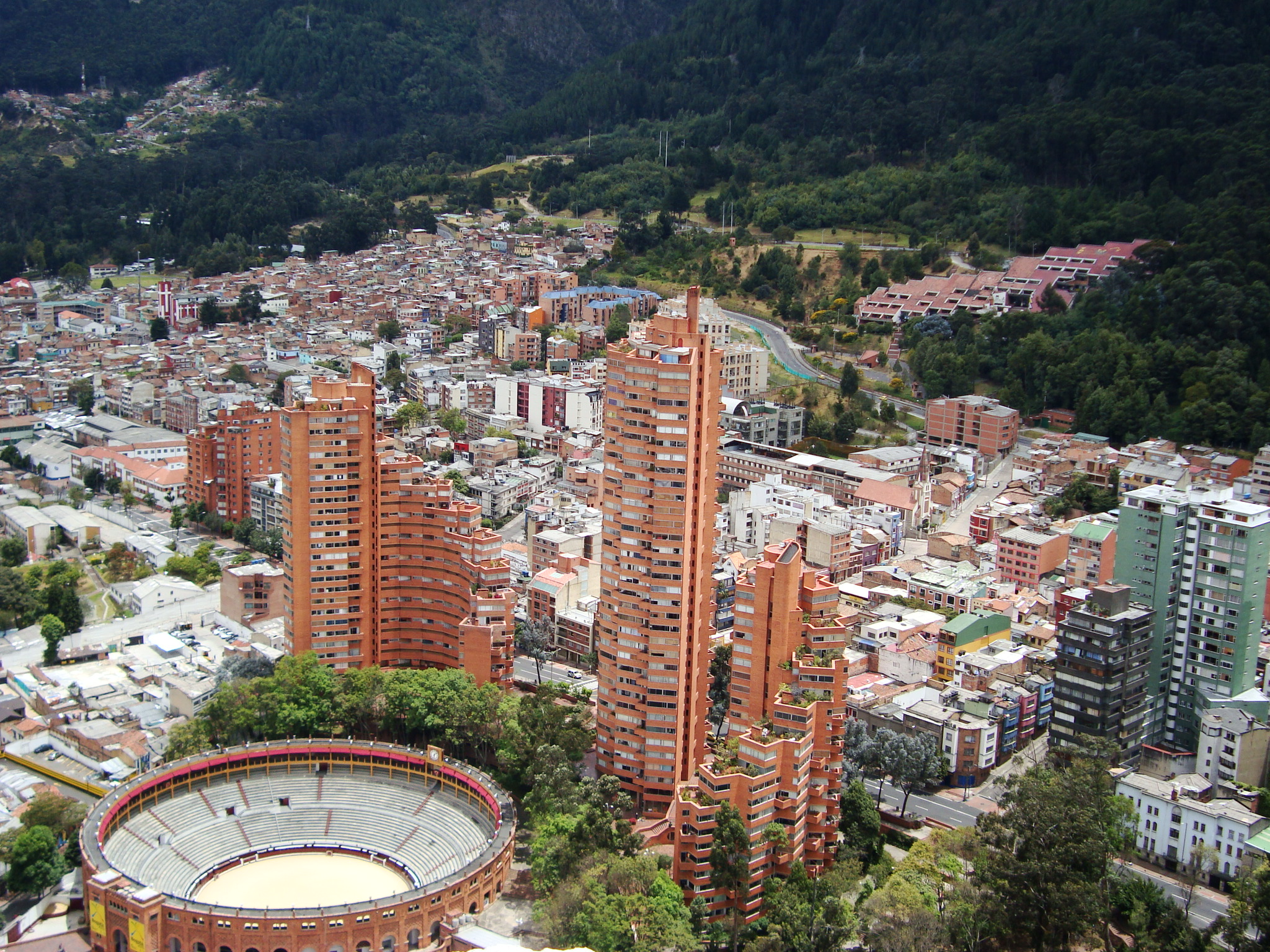
Las Torres del Parque.
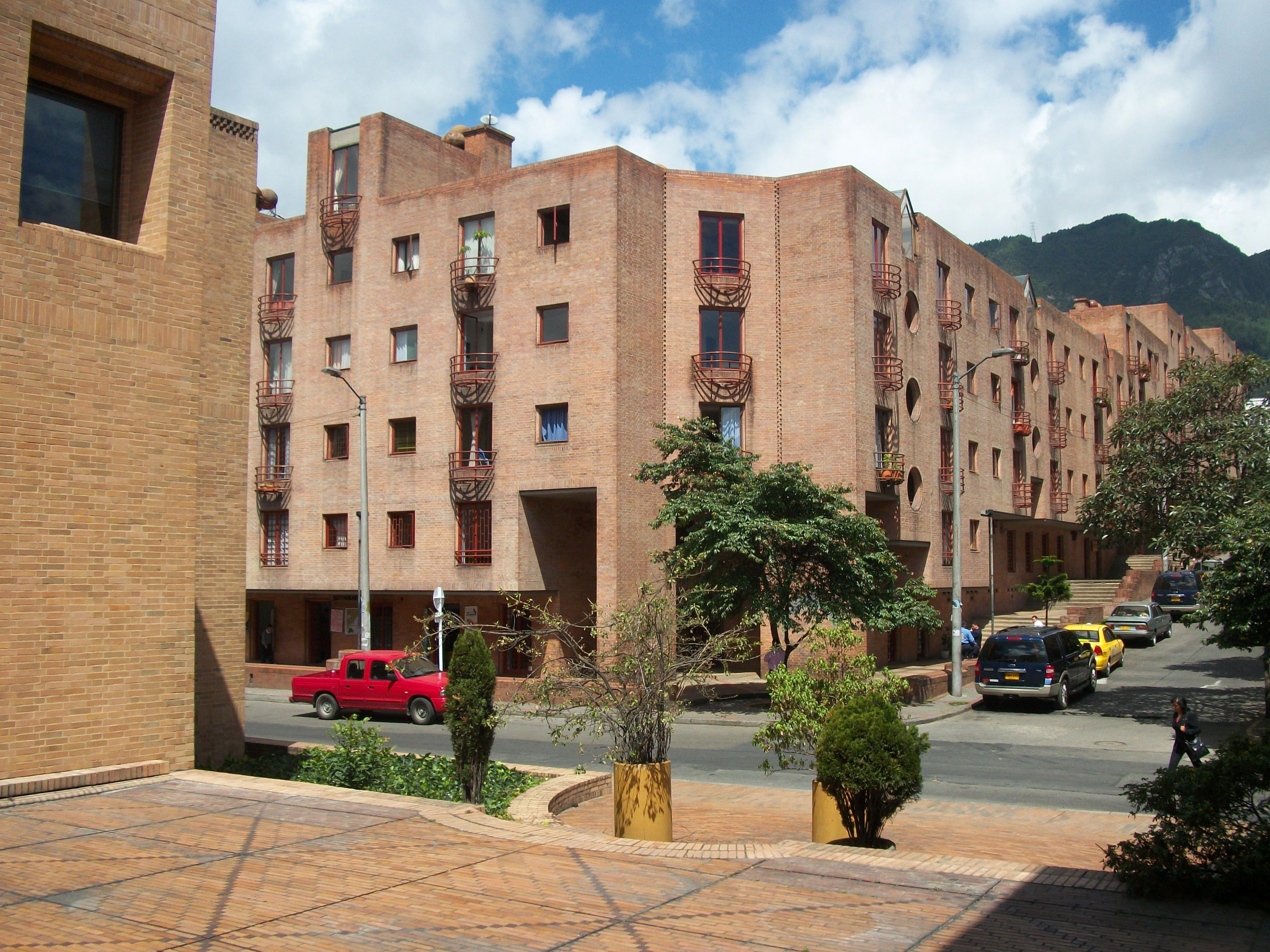
Conjunto Nueva Santafe (Bogotá).
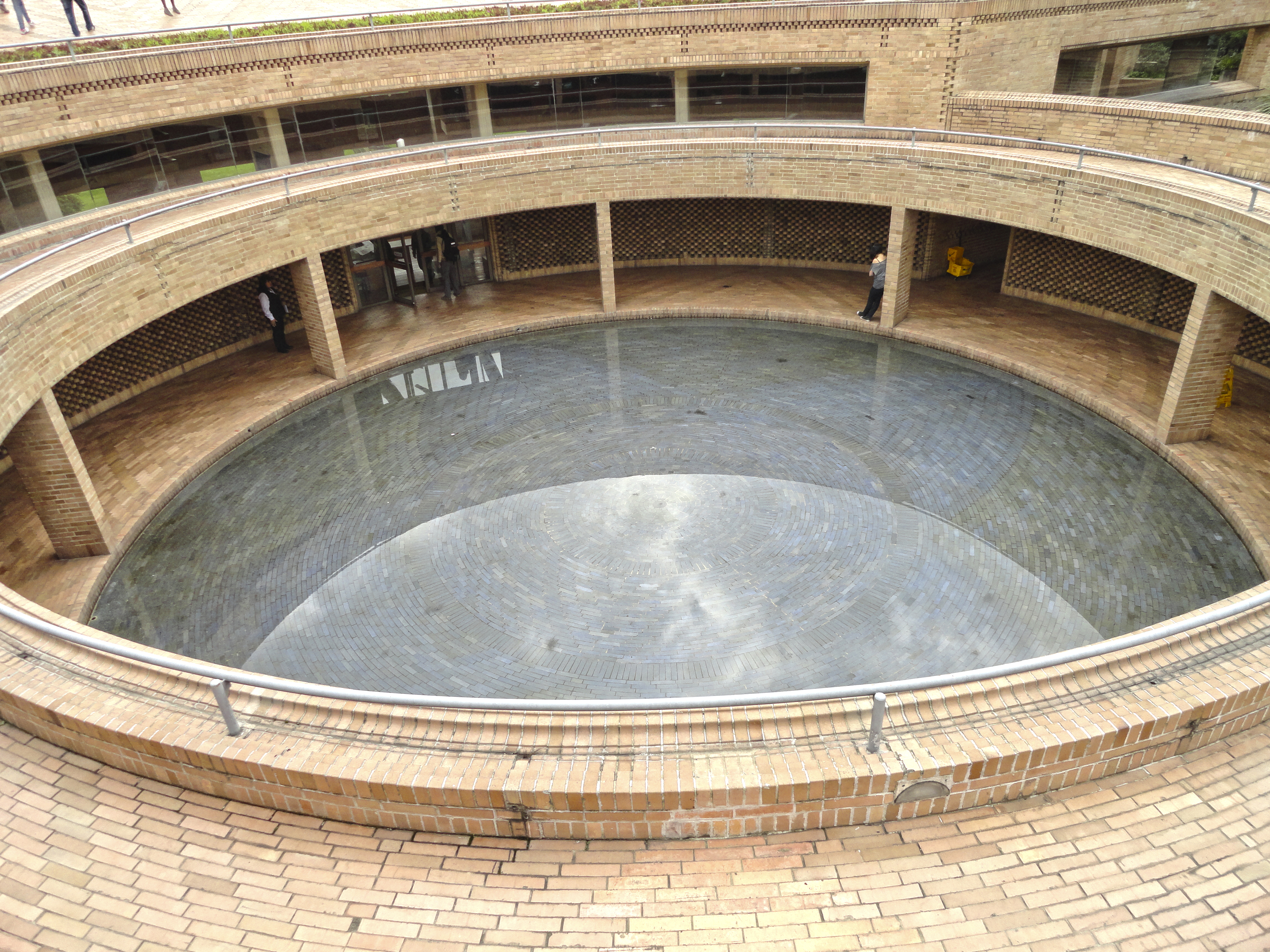
Edificio de Postgrados de Ciencias Humanas Universidad Nacional (Bogotá).

Una de las influencias más grandes en la obra de Salmona es la arquitectura precolombina, particularmente las plazas de Teotihuacán, Uxmal y Chichén Itzá, de las cuales rescata el uso de alfarjes, cenefas y ventanas, así como el sentido del espacio y el recorrido. De la arquitectura árabe en España, se puede asociar el uso del agua con la Alhambra de Granada, así como la influencia de la arquitectura mudéjar.
Entre sus obras más reconocidas se encuentran las Torres del Parque, el Centro Cultural Gabriel García Márquez (donación de la editorial mexicana Fondo de Cultura Económica), el edificio del Archivo General de la Nación, el Eje Ambiental, el Edificio de postgrados de Ciencias Humanas de la Universidad Nacional, la Biblioteca Virgilio Barco, la urbanización Nueva Santa Fe, la sede de la Vicepresidencia de Colombia, El Centro Cultural Jorge Eliecer Gaitán -Exploratorio Nacional- proyecto aún no terminado por falta de presupuesto, el Museo de Arte Moderno de Bogotá, el Museo Quimbaya en Armenia, la Casa de Huéspedes Ilustres de Cartagena de Indias, y el Centro Cultural de Moravia en Medellín la vivienda del escritor Gabriel García Márquez en Cartagena, el Conjunto Residencial Jesús María Marulanda ubicado al sur oriente de la ciudad y declarado patrimonio arquitectónico, en Cali el Centro Cultural de Cali, en pleno centro histórico de la ciudad Centro Cultural de Cali.
En septiembre de 2010 fue inaugurado el Centro Cultural Francés donde se ubica la nueva sede de la Alianza Colombo-Francesa en la ciudad. En la actualidad, se adelanta en Bogotá la ejecución de uno de los proyectos cuyo diseño estuvo a cargo de Rogelio Salmona, el campus norte de la Universidad Pedagógica Nacional

### Proyectos póstumos
Otro de los proyectos del arquitecto es la ampliación del Museo de Arte Moderno de Bogotá, MAMBO. De realizarse, el Museo conformará un conjunto con el Parque de la Independencia, rediseñado por Salmona en los años 1960 en el marco de la construcción de las adyacentes Torres del Parque. El sector contará con una plataforma sobre la avenida Eldorado, que creará un continuo peatonal una vez terminada la fase III de la construcción de TransMilenio que se adelanta en la zona.
Asimismo, en la ciudad de Manizales se inauguró en 2018 la primera fase del Centro Cultural Universitario de la Universidad de Caldas. Este edificio contará para su finalización con la biblioteca universitaria más importante de la región, un teatro, un conservatorio de música y múltiples salas de exposición, jardines y senderos.

## Premios y reconocimientos

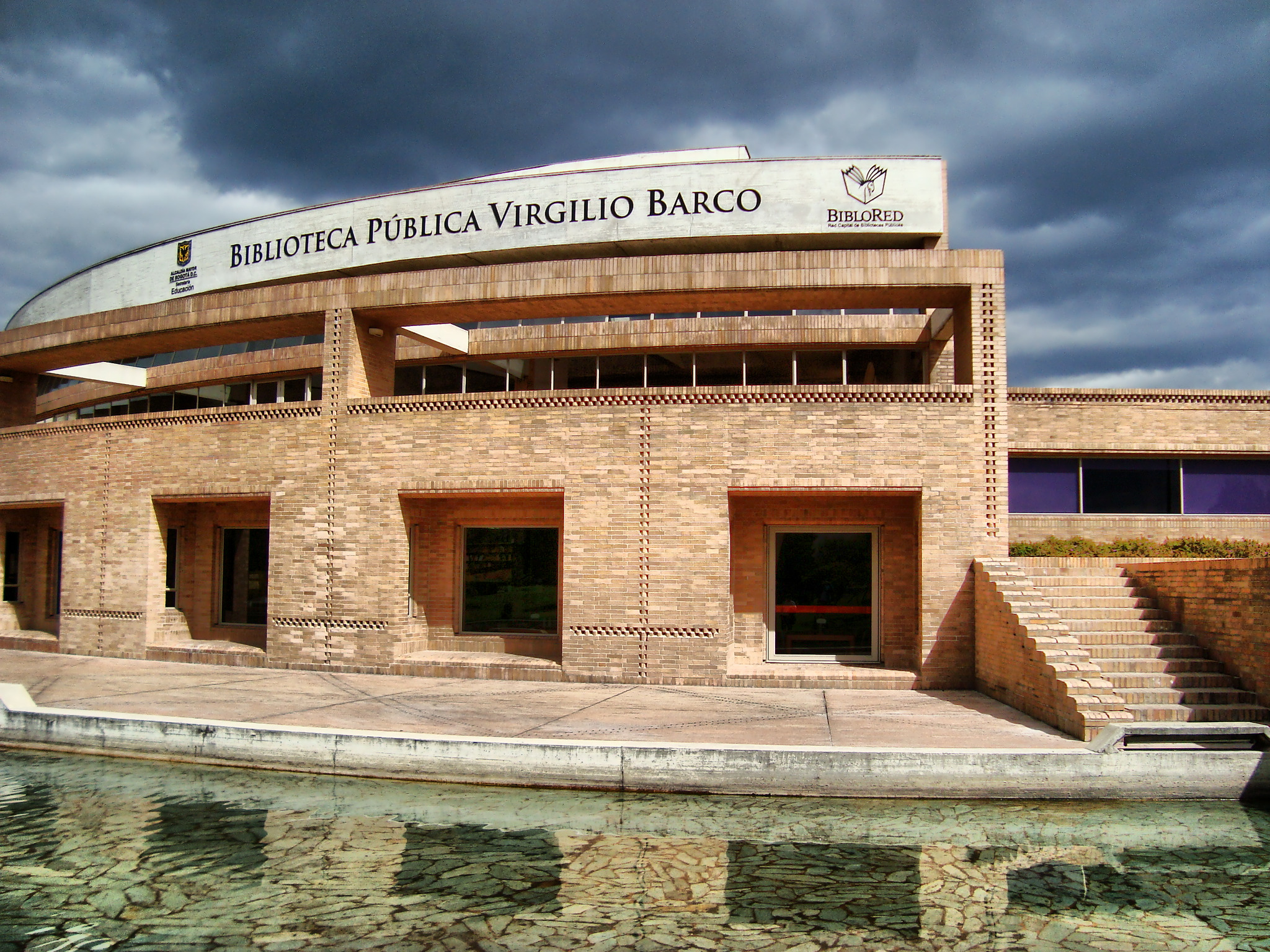
Biblioteca Virgilio Barco, Bogotá (Colombia)

En 1986 recibió el Premio Nacional de Arquitectura de Colombia, en 1998 el Premio Príncipe Claus y en 2000 ganó el Premio Iberoamericano de Arquitectura y Urbanismo, junto al brasileño Oscar Niemeyer y el mexicano Jaime Luna
En 2007, Salmona recibió el Premio de la Excelencia en Diseño Premio Lápiz de Acero en la categoría Vida y Obra, Condecoración a las Artes y Letras, en el Grado de Oficial, Gobierno Francés (2007), Condecoración Gran Orden Ministerio de Cultura, Ministerio de Cultura de Colombia (2006),Medalla Manuel Tolsá, Universidad Autónoma de México (2004) y en 2003 el prestigioso Premio Alvar Aalto, otorgado por la Asociación Finlandesa de Arquitectos (SAFA), también, doctor honoris causa de la Universidad Nacional de Colombia (2000); así como premios y menciones en varias Bienales de Arquitectura de Colombia. Apodado como "El Transformador de Ciudades", es considerado como una figura central de la arquitectura en Colombia.

## Fundación
En 2009 se crea la Fundación Rogelio Salmona con el propósito de preservar el legado del Arquitecto, para conservar el archivo de planos y dibujos de los proyectos.Al mismo tiempo, desde el 2014 organizan el Premio Latinoamericano de Arquitectura Rogelio Salmona, que busca "identificar y premiar obras arquitectónicas en Colombia, Latinoamérica y El Caribe, inmersas en un contexto urbano particular, que hayan generado de forma evidente espacios significativos, abiertos y colectivos, que contribuyan así a la creación o mejoramiento de la convivencia entre los habitantes dentro de su comunidad o ciudad".